# Lastra di pietra

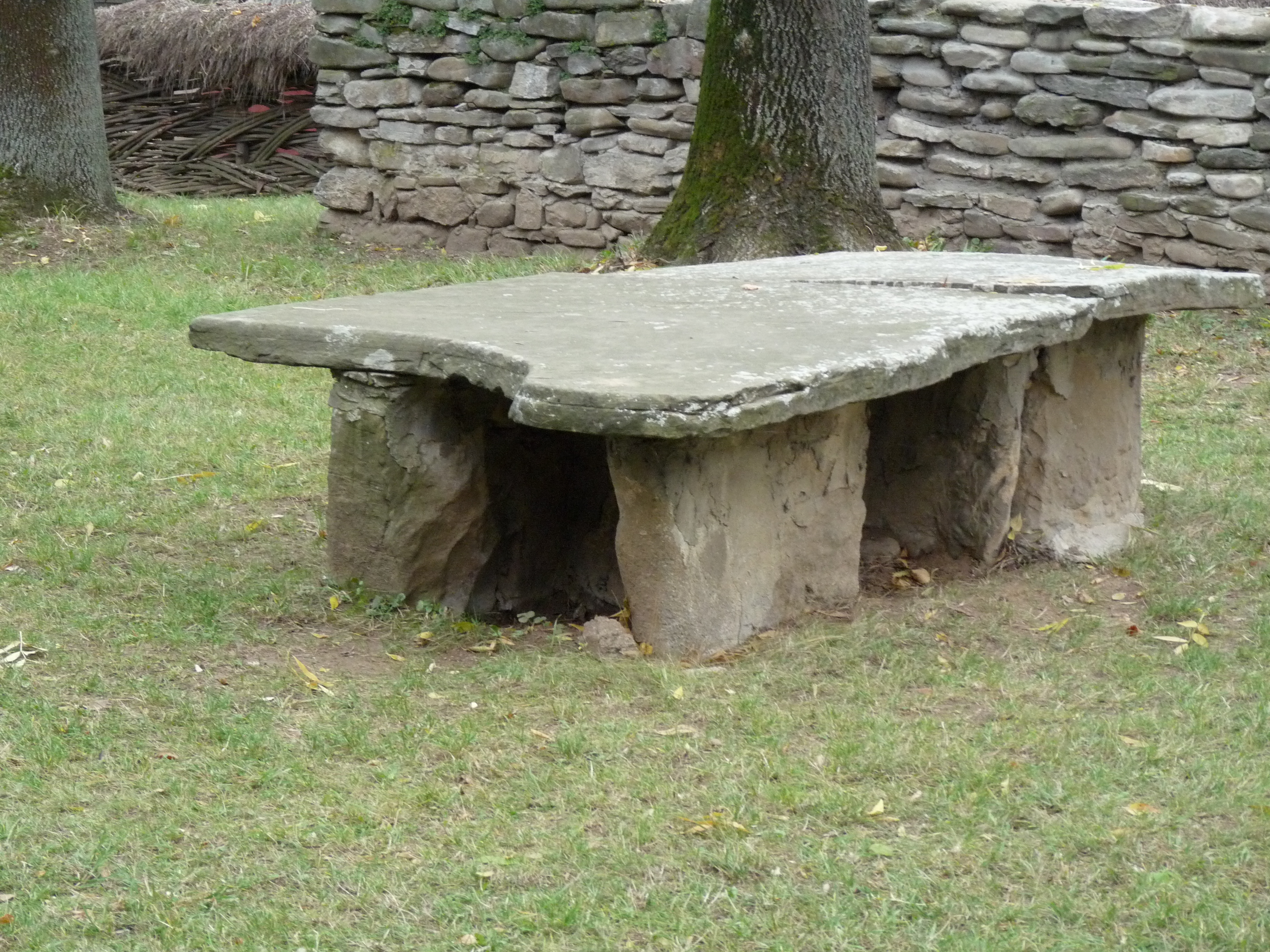
Tavolo di pietra con due lastre.

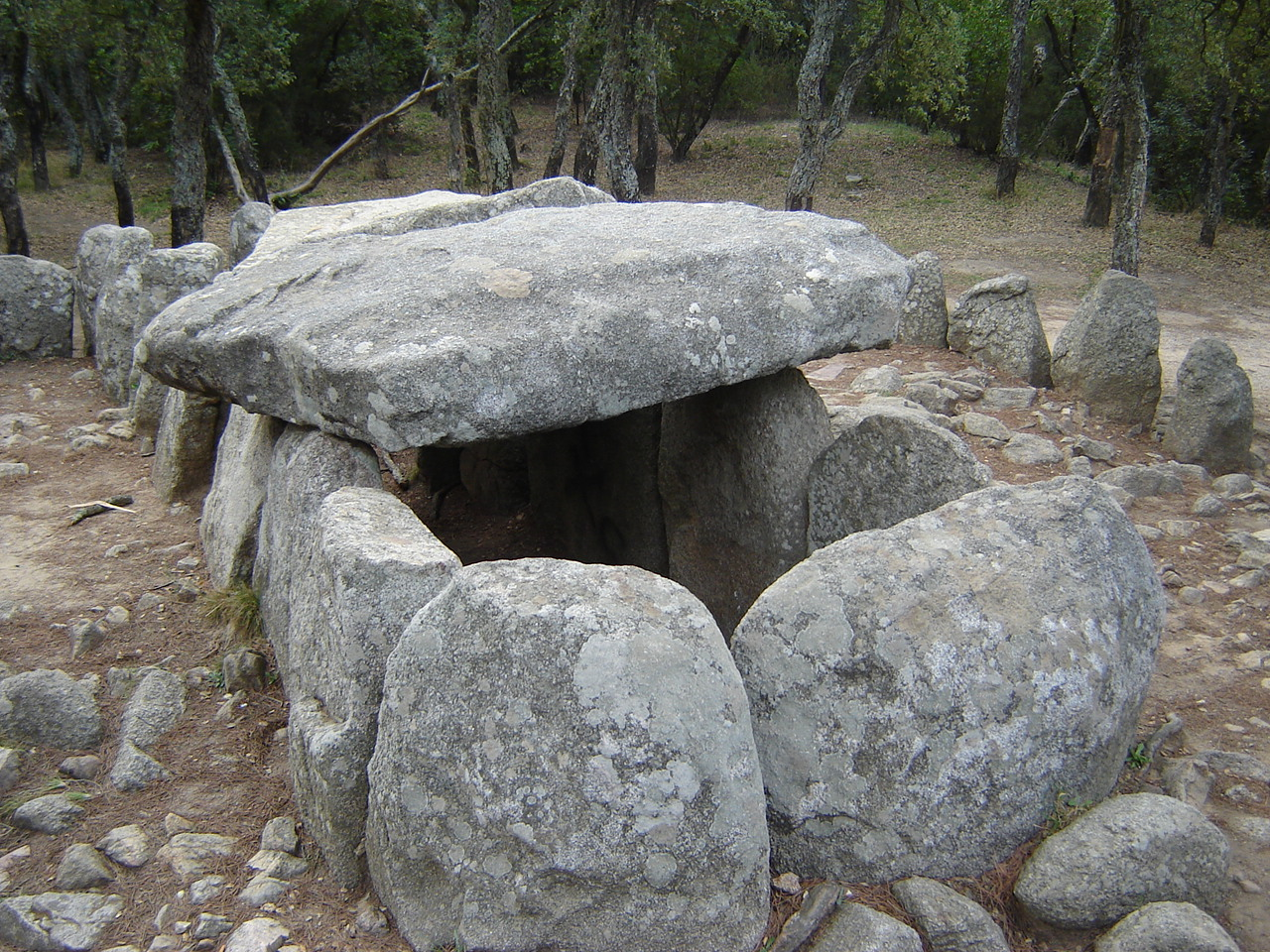
Dolmen "Cova d'en Daina" situato a Romanyà de la Selva (Baix Empordà).

Una lastra è una pietra lunga, di spessore ridotto e in genere rettangolare, con facce piane, che viene generalmente utilizzata in edilizia come rivestimento per pavimenti, pareti e coperture oltre che per lapidi di sepolture.

## Nei dolmen
In molti dolmen si trovano una o più lastre di pietra di grandi dimensioni. La sua struttura spesso comprende un corridoio di accesso che può essere costruito con lastre di pietra o muri a secco. La camera funeraria, di forma variabile (rettangolare, poligonale, ovale, circolare) può anche essere preceduta da un'anticamera. In alcuni dolmen l'entrata ha una porta in una o più lastre verticale di pietra tagliata..

## Nelle costruzioni

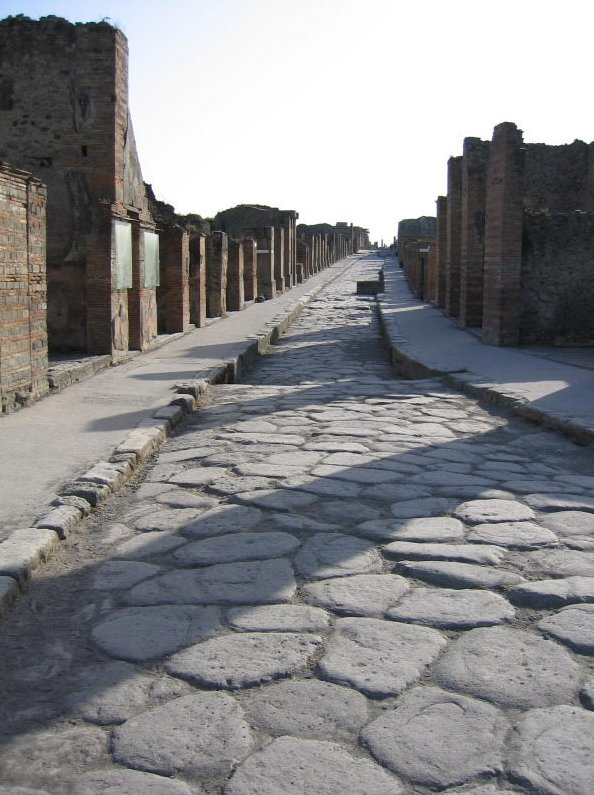
Strada di Pompei con suolo di lastre

Le applicazioni principali delle lastre come materiale di costruzione sono per realizzare pavimentazioni e coperture. Possono inoltre essere impiegate in altri modi, come:
- Balconi formati da una lastra
- Costruzioni di muro a secco: pareti, capanne, baracche.
- Camino formato da un piano (una lastra) in materiale refrattario dove forma la base del camino
- Altari di tipo religioso l'ara dell'altare può essere una lastra, più o meno elaborata o in stato naturale.
- Tavoli rustici.
- Tetti (lastre di ardesia).[6][7][8]

## Nella gastronomia
Nel sistema di cucinare gli alimenti è “alla lastra” (“alla pietra”). Di maniera similare ai sistemi di “al forno di legna” o "alla griglia", nel processo di cottura de gli alimenti "alla lastra" (carne, pesce, verdure..), si mettono sopra una lastra calda sul fuoco, con olio, burro o strutto, sale e pepe più tutti gli diverse spezie che si voglie aggiungere agli alimenti che vengono cucinati.
- Nel inizio, questo sistema era piuttosto popolare in zone del Pirenei e spesso praticato per pastori e agricoltori. Ma attualmente si può considerare incorporato alla gastronomia di tutti i livelli.[4][11][12]
- La stessa lastra di cucinare puoi impiegarsi, a volte, per servire a tavola. Togliendola del fuoco e portandola alla tavola. O Usandola direttamente come piatto. Al conservare la lastra il calore più lungo di altri materiali, si può gustare di alimenti caldi e durante più tempo.

## Lastre sepolcrale

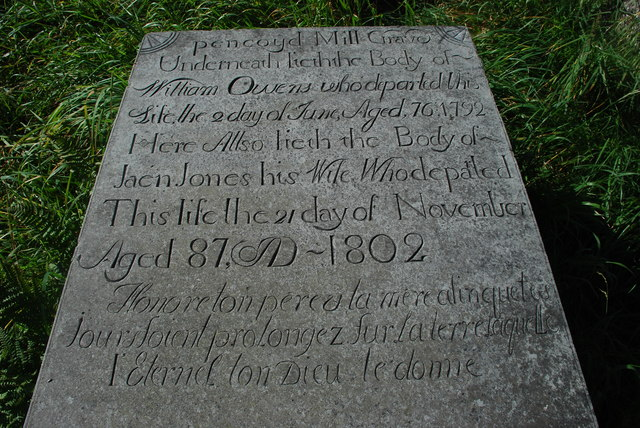
Lastra sepolcrale multilingue: Galese, Inglese, Francese

Da epoche preistoriche ci sono esempi di sepolcri coperti da una lastra di pietra, una lastra in stato naturale oppure lavorata. Questo uso come lastra sepolcrale a esteso il concetto di lastra naturale alla variante di lapida piatta, sottile e levigata. Esempio: la lastra sul sepolcro del re Pere el Gran, con un peso de 900kg.
Le lastre sepolcrale di solito portano iscrizioni. La informazione sulla lastra include tradizionalmente il nome e la data di nascita e morte. Le iscrizioni si collocano generalmente nel lato frontale della lastra, ma anche in alcuni casi sulla parte posteriore e intorno ai bordi della lastra. Alcune famiglie richiedono anche, che si faccia un'iscrizione nella parte inferiore della lastra (orientati verso terra). A parte il nome, alcune lastre hanno anche epitaffi in elogio del defunto o citazioni da testi religiosi, come: "Requiescat in pace".

## Lastre per fare il bucato

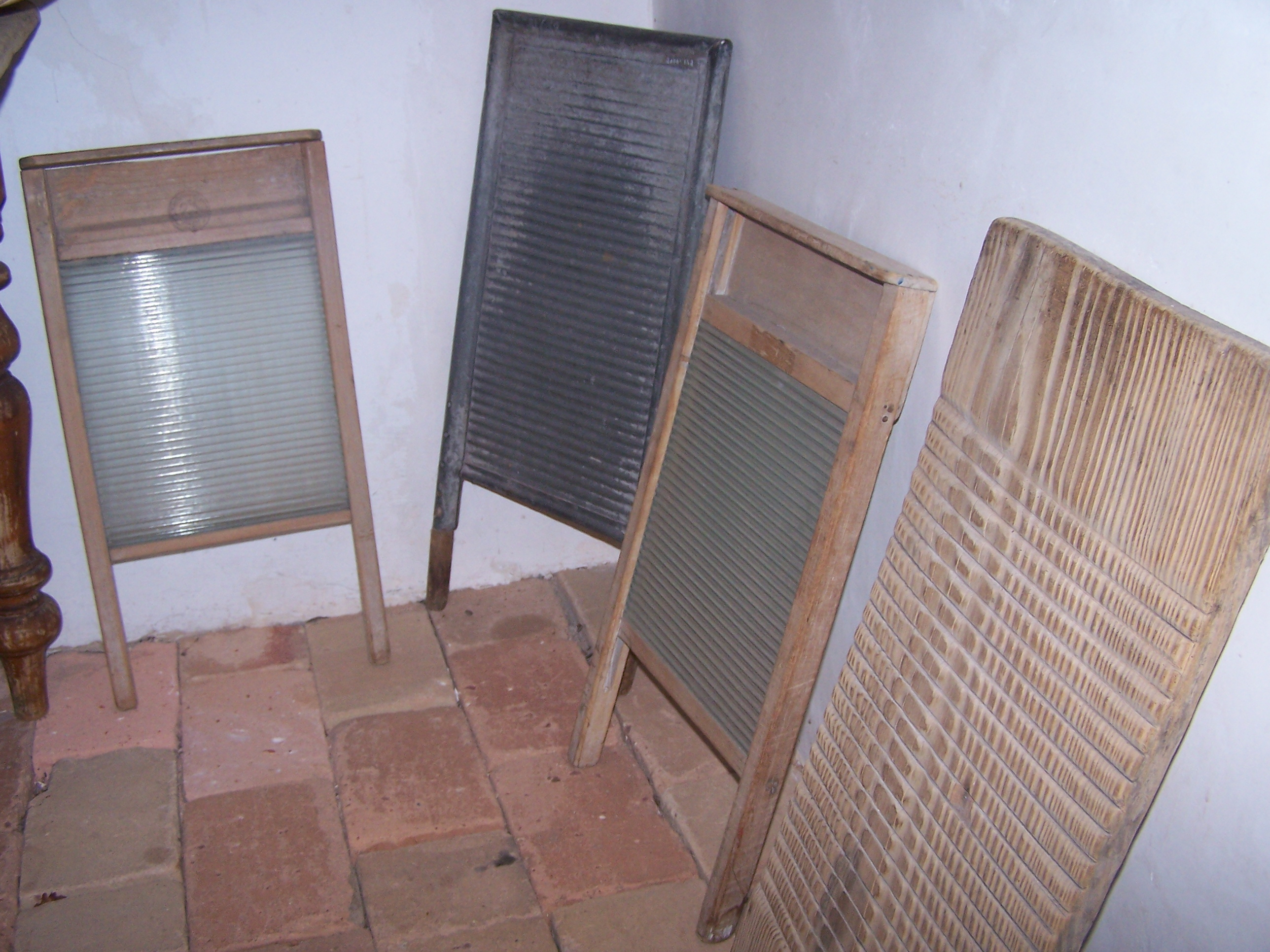
Differenti tipi di washboard

Fare il bucato è una necessità basica nelle società civilizzate e, in generale, in tutte le parti del mondo. In epoche primitive - prima dell'acqua corrente, le lavatrici e i detergenti- c'era il bisogno di andare fare il bucato alla riva del fiume o nel lavatoio.
I panni si lavavano a mano, con sapone sfregando/strofinando e a volte battendo contro una superficie dura. L'obiettivo era di far penetrare il miscuglio di acqua e sapone tra le fibre del tessuto per togliere tutta la sporcizia. Le lastre di fare il bucato erano lastre di pietra naturale scelta per presentare una superficie piana e relativamente ruvida. Le piccole irregolarità arrotondate potevano aiutare nel processo di frizione nel lavato.
- In alcuni casi la superficie di attrito era di legno, appositamente realizzata, ma lo strumento è stato ancora chiamato "lastre di lavaggio".
- C'erano anche “lastre di lavaggio” di lamiera metallica ondulata. (Queste lastre di metallo ondulato hanno formato parte, come strumenti di ritmo, in bande di jazz e blues).(Vedere Washboard)[17]
- I jeans stonewashed e l'abbigliamento similare è un processo di macinazione che utilizza l'attrito localizzato, il panno contro una pietra grezza. L'obiettivo è un cambiamento di aspetto del panno, imitando l'usura naturale.

## Le lastre come trappola di caccia

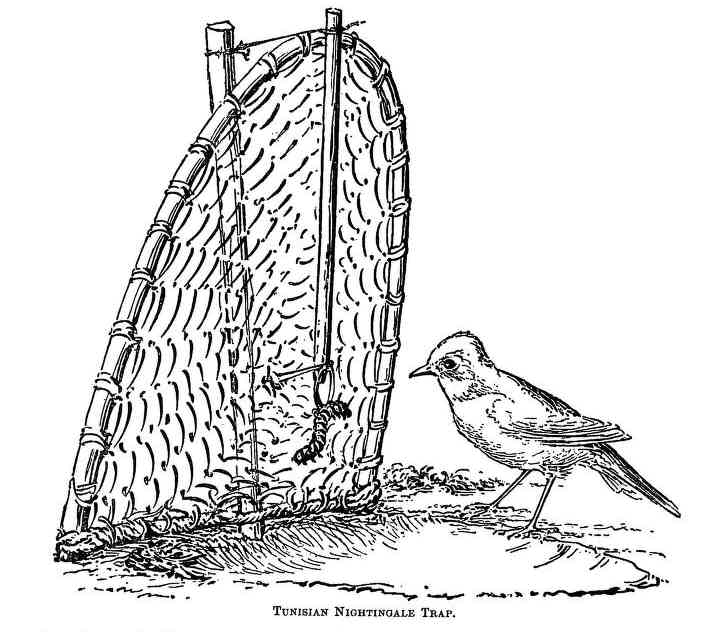
Trappola tunisina per cacciare uccelli. Una lastra-trappola è molto simile ma più contundente.

Cacciare con lastra è un sistema di cacciare mediante una trappola. La parte fondamentale del dispositivo è una lastra. Preparare questa trappola era un compito delicato.
- Preparazione della trappola: Una lastra di dimensioni adeguate si mette in posizione alzata e formando un certo angolo con l'orizzontale. La lastra, in posizione instabile, si mantiene da alcuni ramoscelli o bastoni disposti in uno stato particolare, stato che si può definire come “a punto di spararsi”. Una volta la lastra e montata, c'è bisogno di mettere un cebo adeguato per attrarre l'animale che si vuole cacciare.
- Quando l'animale (uccello, coniglio,...) prova di mangiarsi l'esca, se tocca qualsiasi ramoscello la lastra li cade sopra e l'animale rimane intrappolato (oppure schiacciato).

## Etimologia
“lastra”, forma popolare derivata da “piastra” nel senso di cosa piatta schiacciata, di origine pre-romano, probabilmente indoeuropeo..

## Il termine "lastra" in toponimia
A partire dal termine lastra e le sue derivate ci sono qualche nomi di luogo.
- La Lastra (Valle de Villaverde)